# واسیلی ژوکوفسکی
واسیلی آندرییویچ ژوکوفسکی (به روسی: Васи́лий Андре́евич Жуко́вский) ‏ (۱۷۸۳–۱۸۵۲) شاعر و مترجم روسی سبک رمانتیسم بود.

## زندگی
ژوکوفسکی در سال ۱۷۸۳ به دنیا آمد. وی فرزند نامشروع ملاکی ثروتمند و دختر خدمتکاری ترک بود و تحت سرپرستی پدر خوانده‌اش که مردی از طبقه اشراف بود قرار گرفت. در سال ۱۷۹۶ به شبانه روزی دانشگاه مسکو رفت. در آنجا بود که وی اولین اشعار را سرود. ژوکوفسکی به سال ۱۸۵۲ در سن ۶۹ سالگی درگذشت.

## آثار
- به رهبران فاتحان
- آواز خوان در اردوی جنگجویان روسی
- آواز خوان کرملین
- مجموعه اشعار